# První Francouzské císařství
První Francouzské císařství (francouzsky Empire Français), někdy označováno také jako „napoleonská Francie“, bylo císařství vybudované Napoleonem Bonapartem. Počátkem 19. století bylo dominující evropskou mocností. Do roku 1808 bylo oficiálním názvem státu stále ještě Francouzská republika (francouzsky République française). 

## Historie

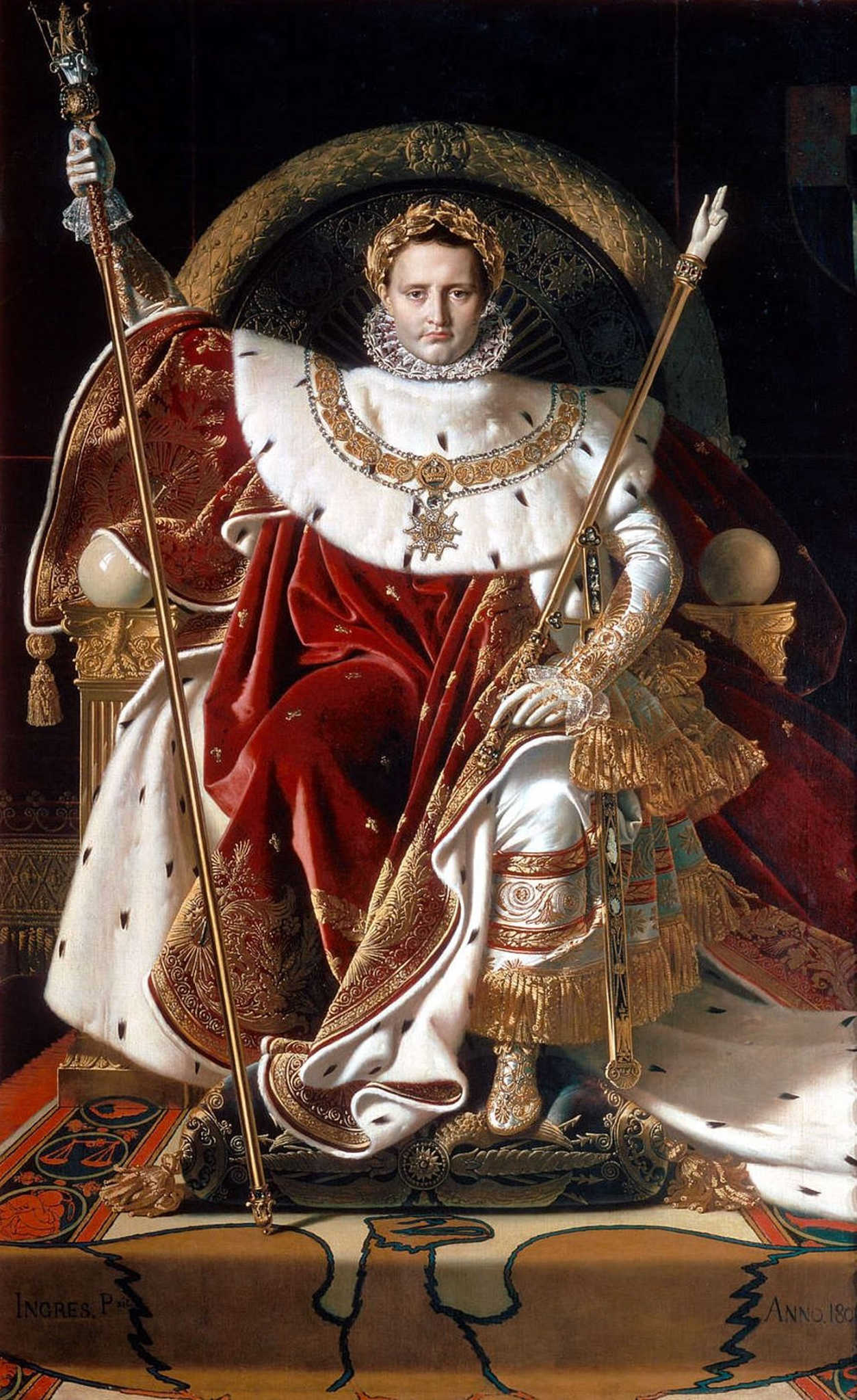
Císař Napoleon

Napoleon se korunoval císařem 2. prosince 1804, čímž skončila éra Francouzského konzulátu. Poté třetí koalice Rakouska, Pruska, Ruska, Portugalska a dalších národů vyhlásila Francii válku, v níž Napoleon dobyl mnohá vítězství, největší v bitvě u Slavkova (1805) a u Friedlandu (1807). Na druhou stranu však Angličané zmařili francouzskou invazi do Británie a porazili francouzské námořnictvo v bitvě u Trafalgaru. Tylžský mír uzavřený v červenci 1807 zastavil války v Evropě na další dva roky.
V následujících letech série Napoleonových konfliktů, známých souhrnně jako napoleonské války, rozšířily vliv Francie přes celou západní Evropu až do Polska. Roku 1812 mělo císařství 130 départementů a 44 miliónů obyvatel. Francie udržovala vojenskou přítomnost v Itálii, Španělsku, německých oblastech a Varšavském knížectví a mohla počítat s Rakouskem a Pruskem jako spojenci. Počáteční francouzská vítězství také přispěla k rozšíření mnohých myšlenek Velké francouzské revoluce po celé Evropě.
Nicméně francouzské porážky ve Španělsku císařství oslabily. Po vítězství nad Rakouskem ve válce páté koalice Napoleon vpadl se 600 000 armádou do Ruska. Invaze však skončila velikým fiaskem. Válka šesté koalice o rok později vyhnala francouzské síly z Německa.

### Stodenní císařství
Napoleon abdikoval roku 1814. Císařství bylo roku 1815 krátce obnoveno na sto dnů, až do Napoleonovy abdikace po porážce v bitvě u Waterloo a následujícím zrušení císařství silami sedmé koalice. Vlády ve Francii se poté ujali Velkou francouzskou revolucí sesazení Bourboni.